# Élection présidentielle finlandaise de 2012
L’élection présidentielle finlandaise de 2012 (Suomen presidentinvaali 2012) s'est tenue les dimanche 22 janvier et 5 février 2012, afin que les citoyens finlandais puissent élire le nouveau président de la République de Finlande.
Elle fut remportée par le conservateur Sauli Niinistö, candidat du Parti de la coalition nationale, le 5 février, après une campagne marquée par la place du pays dans l'Union européenne.
Le 1er mars 2012, Sauli Niinistö entre en fonction pour un mandat de six ans.

## Les conditions du scrutin présidentiel
Le président de la République de Finlande (Suomen tasavallan presidentti) est élu au suffrage universel direct pour un mandat de six ans, renouvelable une fois. La présidente sortante, Tarja Halonen, élue en 2000 et réélue en 2006, ne peut se donc représenter pour un troisième mandat.
Il est élu au scrutin uninominal majoritaire à deux tours. Si, lors du premier tour, aucun candidat ne recueille la majorité absolue des suffrages exprimés, un second tour est organisé le second dimanche qui suit, entre les deux candidats ayant obtenu le plus grand nombre de voix. Celui qui remporte le plus grand nombre de suffrages est élu. Si un seul candidat se présente, il est déclaré élu d'office par le conseil des ministres.
Seuls peuvent se présenter les citoyens finlandais de naissance, disposant du soutien d'au moins un parti enregistré disposant d'au moins un député à l’Eduskunta, élu sur une liste présentée par ce parti, ou de vingt mille parrainages de personnes disposant du droit de vote.

## Candidats

### Liste
| Nom | Nom                                                                                  | Parti                               | Score de 2006                                        |
| --- | ------------------------------------------------------------------------------------ | ----------------------------------- | ---------------------------------------------------- |
|     | Paavo Arhinmäki, 34 ans Ministre de la Culture et des Sports                         | Alliance de gauche                  | 46,31 % (1er tour) 51,79 % (2e tour) (Tarja Halonen) |
|     | Eva Biaudet, 50 ans Médiatrice pour les minorités                                    | Parti populaire suédois de Finlande | 1,61 % (Henrik Lax)                                  |
|     | Sari Essayah, 44 ans Députée européenne                                              | Chrétiens-démocrates                | 2,00 % (Bjarne Kallis)                               |
|     | Pekka Haavisto, 53 ans Député, ancien ministre                                       | Ligue verte                         | 3,49 % (Heidi Hautala)                               |
|     | Paavo Lipponen, 70 ans Ancien Premier ministre, ancien président de l’Eduskunta      | Parti social-démocrate de Finlande  | 46,31 % (1er tour) 51,79 % (2e tour) (Tarja Halonen) |
|     | Sauli Niinistö, 63 ans Ancien ministre des Finances, ancien président de l’Eduskunta | Parti de la coalition nationale     | 24,06 % (1er tour) 48,21 % (2e tour)                 |
|     | Timo Soini, 49 ans Député, président des Vrais Finlandais                            | Vrais Finlandais                    | 3,43 %                                               |
|     | Paavo Väyrynen, 65 ans Ancien député, ancien ministre                                | Parti du centre                     | 18,63 % (Matti Vanhanen)                             |

### Galerie

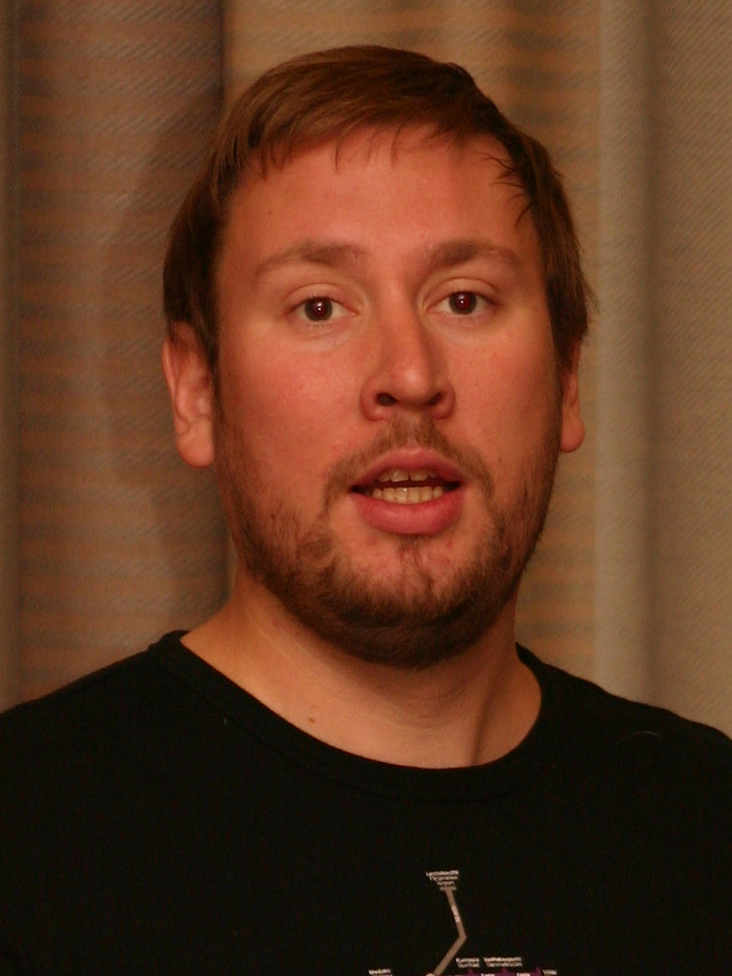
Paavo Arhinmäki
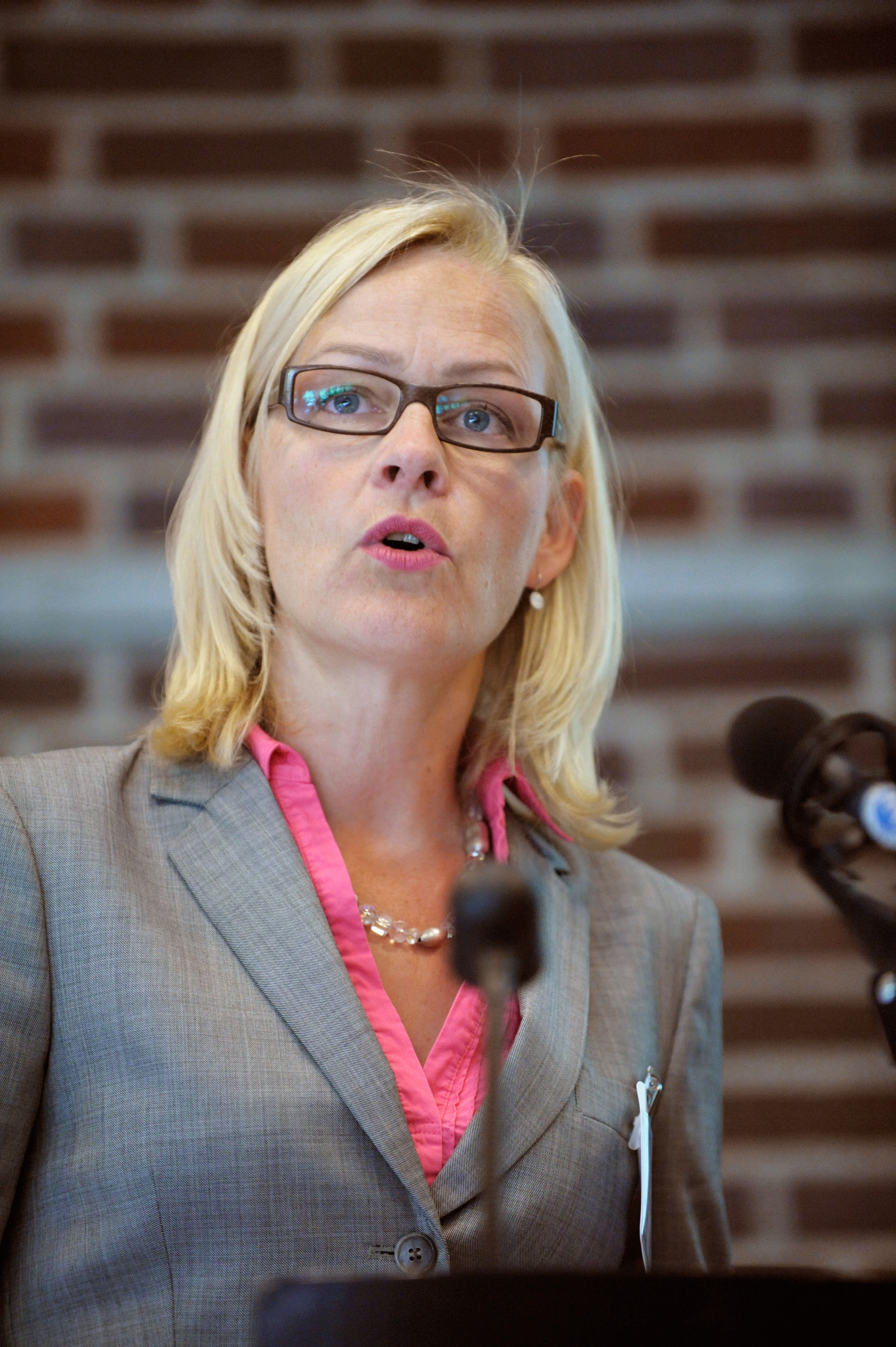
Eva Biaudet
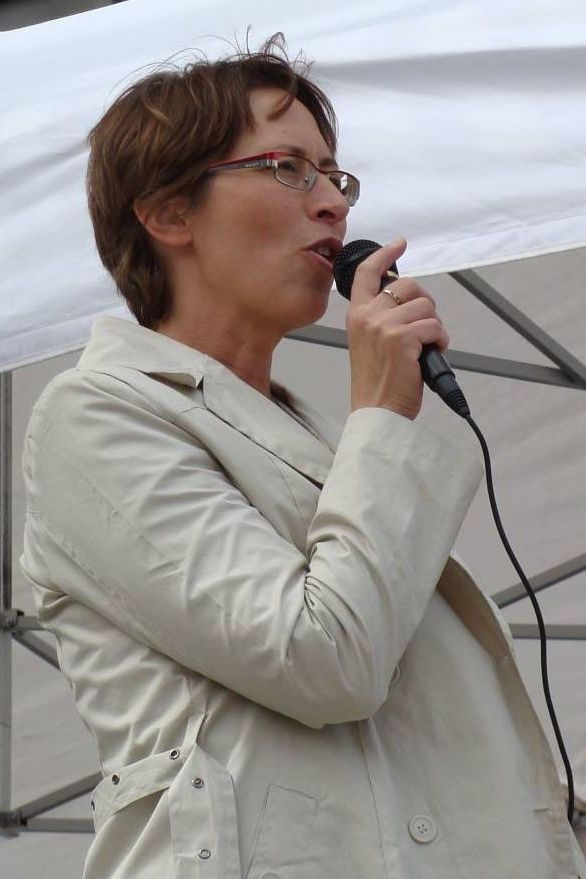
Sari Essayah
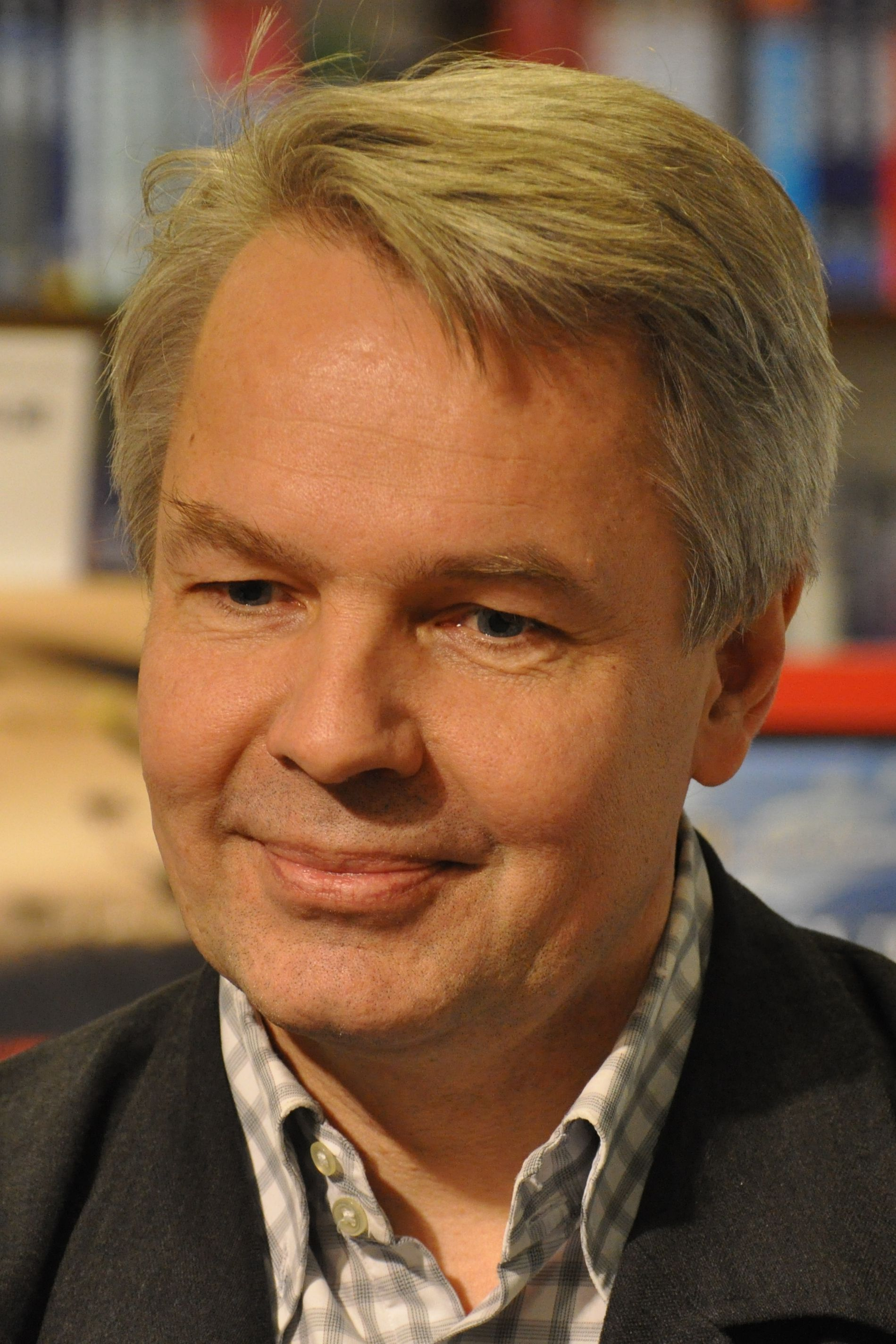
Pekka Haavisto
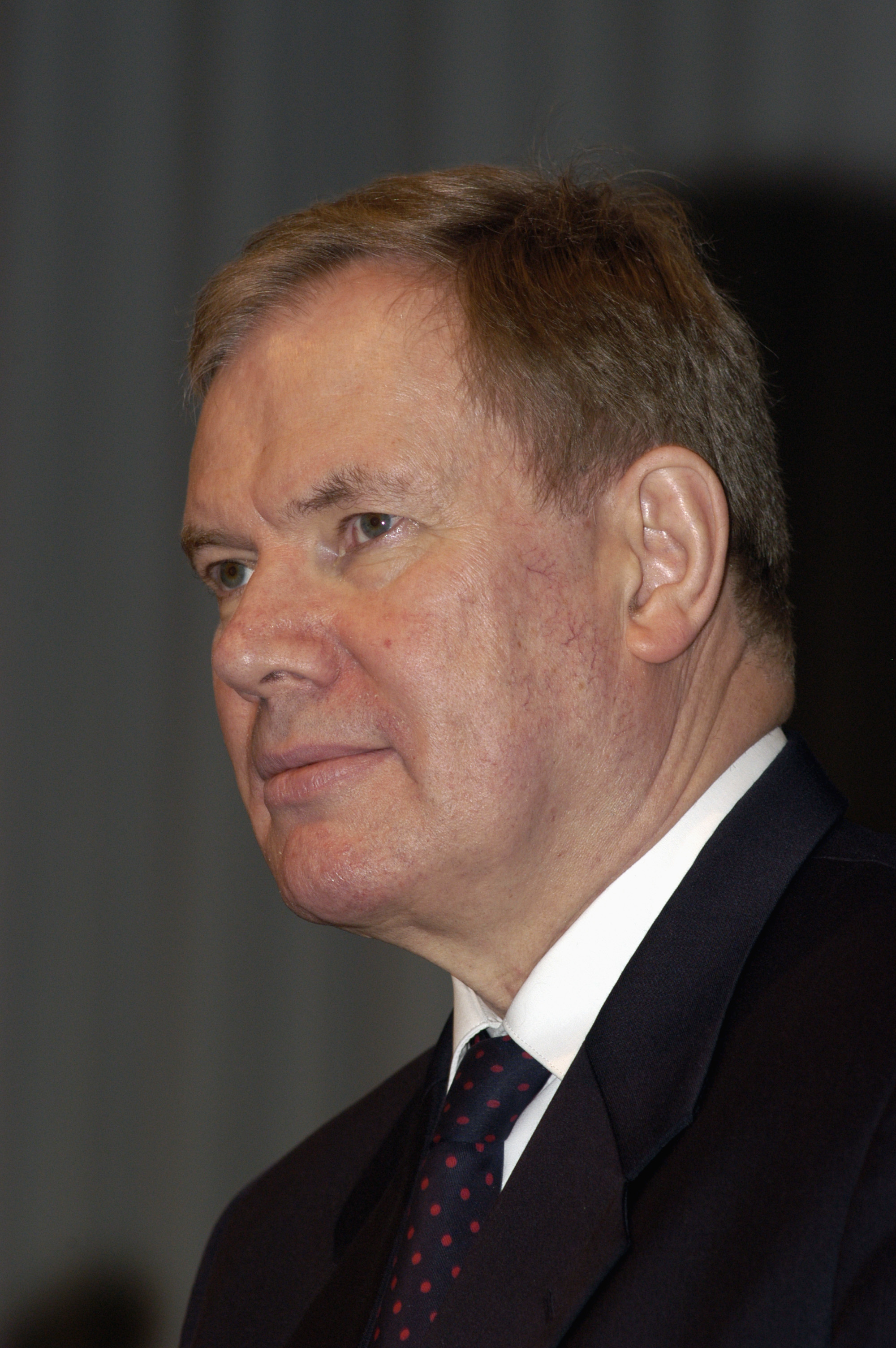
Paavo Lipponen
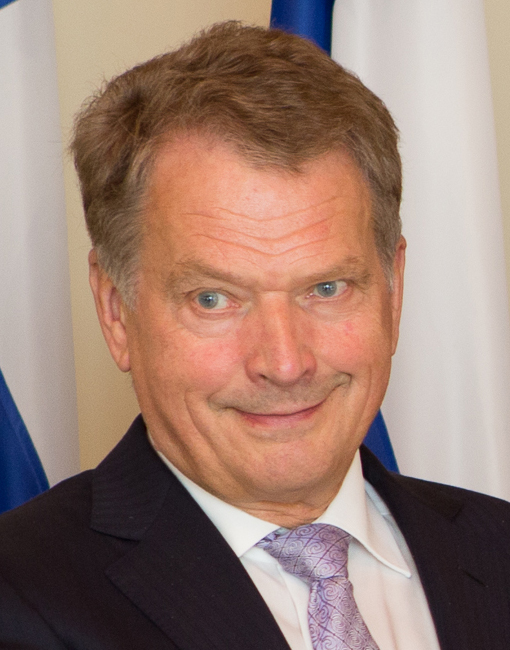
Sauli Niinistö
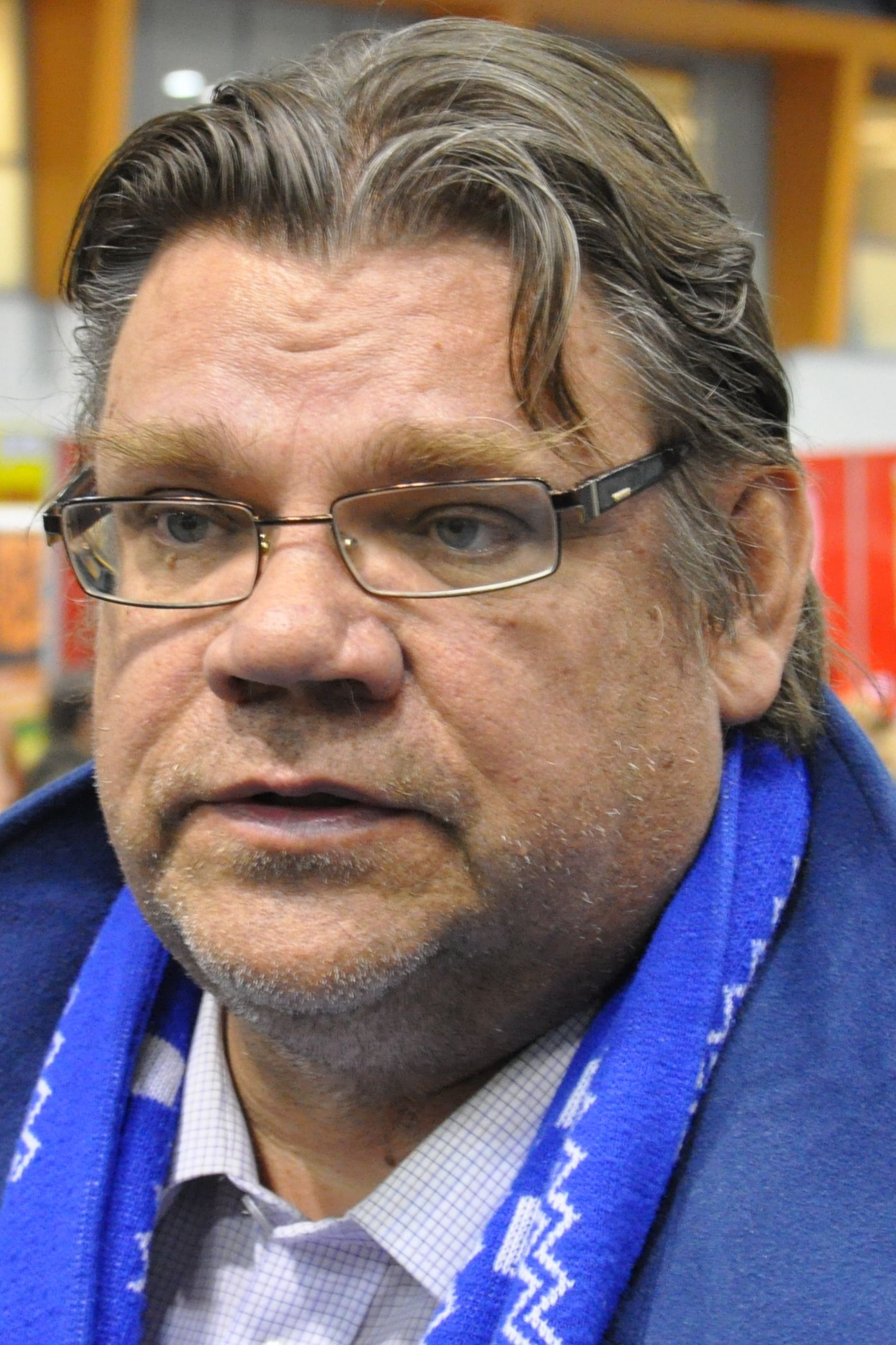
Timo Soini
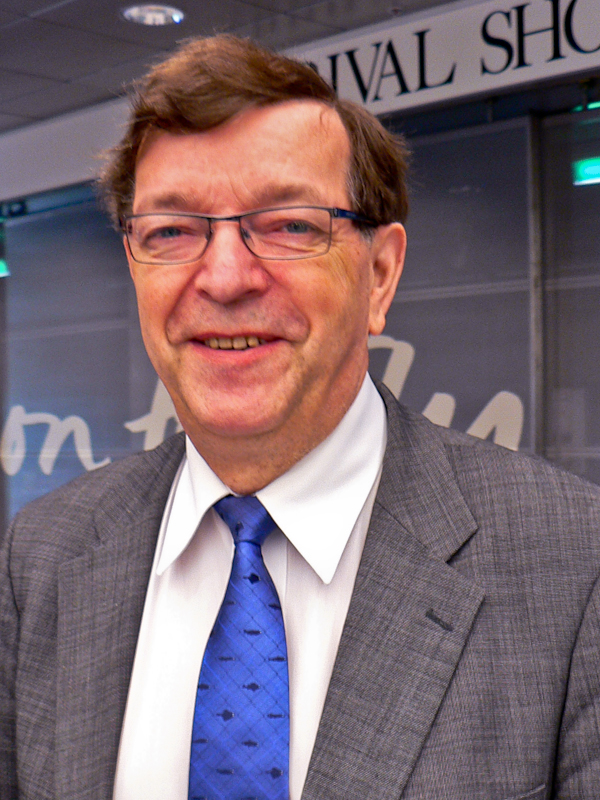
Paavo Väyrynen

## Désignation

### Primaire chez les sociaux-démocrates
Le candidat social-démocrate, Paavo Lipponen, a été officiellement investi le 8 octobre 2011, après avoir remporté, avec plus de 67 % des voix, pour un taux de participation de 58 %, la primaire organisée par le Parti social-démocrate de Finlande. Alors qu'il avait initialement refusé d'être candidat, il a finalement défait sans difficulté Tuula Haatainen, adjointe au maire d'Helsinki, et Ilkka Kantola, membre de l’Eduskunta.

### Unanimité parmi les autres partis
Le premier à avoir été désigné est le candidat écologiste Pekka Haavisto, choisi lors d'un congrès de la Ligue verte le 11 juin 2011. Le 15 octobre, le congrès des Vrais Finlandais, devenus la troisième force politique du pays lors des élections législatives du 17 avril, a investi à l'unanimité son président, le député Timo Soini. Eva Biaudet et Sauli Niinistö ont tous les deux été désignés le 22 octobre, au cours d'un congrès de leurs formations respectives, personne ne s'étant présenté contre eux. Une semaine plus tard, le congrès du Parti du centre entérinera celle de Paavo Väyrynen, seul à s'être présenté au 9 septembre, date limite pour le dépôt des candidatures pour la primaire centriste.

## Résultats
| Candidats                | Candidats                | Partis                   | Premier tour | Premier tour | Second tour | Second tour |
| Candidats                | Candidats                | Partis                   | Voix         | %            | Voix        | %           |
| ------------------------ | ------------------------ | ------------------------ | ------------ | ------------ | ----------- | ----------- |
|                          | Sauli Niinistö           | Kok                      | 1 134 254    | 36,96        | 1 802 328   | 62,59       |
|                          | Pekka Haavisto           | Vihr                     | 574 275      | 18,76        | 1 077 425   | 37,41       |
|                          | Paavo Väyrynen           | Kesk                     | 536 555      | 17,53        |             |             |
|                          | Timo Soini               | PS                       | 287 571      | 9,40         |             |             |
|                          | Paavo Lipponen           | SDP                      | 205 111      | 6,70         |             |             |
|                          | Paavo Arhinmäki          | Vas                      | 167 663      | 5,48         |             |             |
|                          | Eva Biaudet              | SFP                      | 82 598       | 2,70         |             |             |
|                          | Sari Essayah             | KD                       | 75 744       | 2,47         |             |             |
|                          |                          |                          |              |              |             |             |
| Votes valides            | Votes valides            | Votes valides            | 3 060 771    | 99,69        | 2 879 753   | 99,13       |
| Votes blancs et nuls     | Votes blancs et nuls     | Votes blancs et nuls     | 9 658        | 0,31         | 25 133      | 0,87        |
| Total                    | Total                    | Total                    | 3 070 429    | 100          | 2 904 886   | 100         |
| Abstention               | Abstention               | Abstention               | 1 332 193    | 30,26        | 1 497 736   | 34,02       |
| Inscrits / participation | Inscrits / participation | Inscrits / participation | 4 402 622    | 69,74        | 4 402 622   | 65,98       |

## Analyse
Sauli Niinistö remporte le second tour avec 62,6 % des voix, contre 37,4 % pour son adversaire Pekka Haavisto. C'est la première fois depuis 1978 qu'un candidat de la droite ou du centre est élu. Les deux candidats ont présenté un programme similaire, favorable à l'Union européenne. Sauli Niinistö s'est distingué par une plus grande crédibilité auprès des électeurs sur les questions économiques, dans un contexte de crise financière dans la zone euro.